# Atteva floridana
Atteva floridana is een vlinder uit de familie Attevidae. De wetenschappelijke naam van de soort werd in 1891 gepubliceerd door Neumoegen.